# Сегрегация

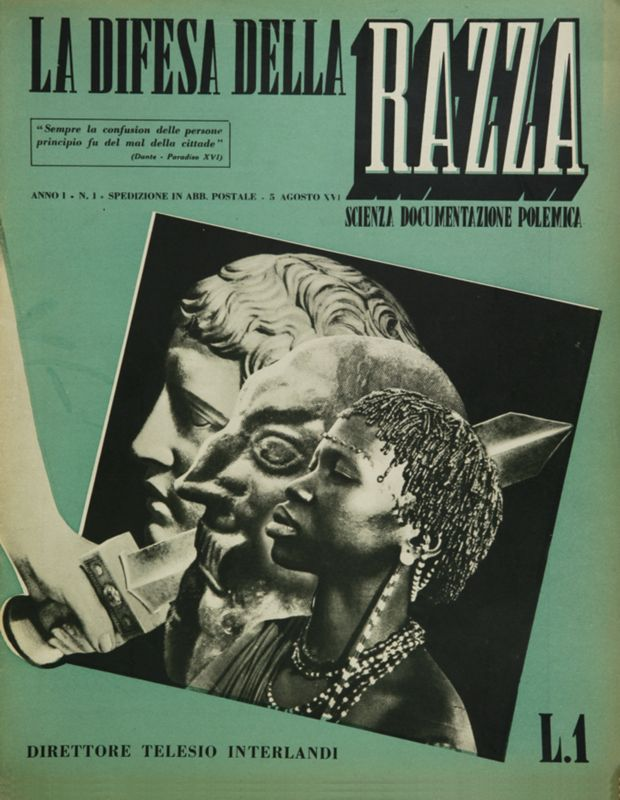
Обложка итальянского фашистского журнала «В защиту расы», 1938

Сегрега́ция (позднелат. segregatio — отделение, обособление, удаление, разделение) — принудительное разделение людей на расовые, этнические или другие группы в повседневной жизни. Различают две формы сегрегации: институциональную и территориальную. Институциональная сегрегация характеризуется обязательным использованием параллельных учреждений (например, разных школ, больниц, объектов общественного питания) представителями различных групп. В условиях территориальной сегрегации отдельные группы вынуждены проживать в специально отведённых для них территориях (резервациях). Однако сегрегация часто допускает тесный контакт в иерархических ситуациях, например, позволяет человеку одной расы работать в качестве прислуги для представителя другой расы.
Сегрегация определяется Европейской комиссией по борьбе с расизмом и нетерпимостью как акт, в соответствии с которым (физическое или юридическое) лицо без объективного и разумного оправдания осуществляет отделение одних индивидуумов от других, руководствуясь при этом одним из дискриминационных оснований. В то же время акт добровольного отделения индивидуума от других индивидуумов по одному из таких оснований не является сегрегацией. Согласно Форуму ООН по вопросам меньшинств, «создание и развитие классов и школ, обеспечивающих обучение на языках меньшинств, не должно рассматриваться как недопустимая сегрегация, если назначение в такие классы и школы носит добровольный характер».

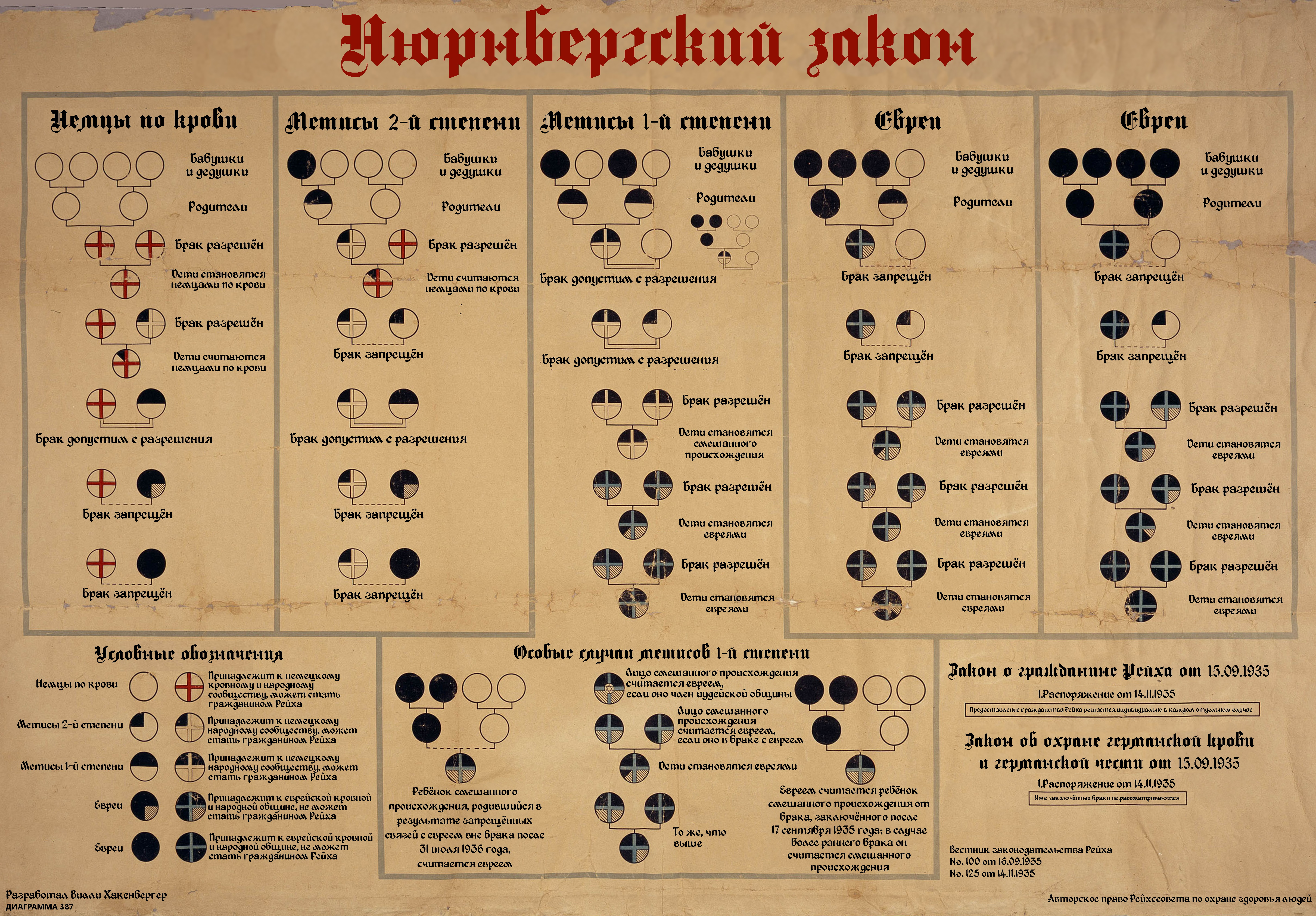
Диаграмма 1935 года, объясняющая Нюрнбергские расовые законы, определяющие принадлежность к «арийцам», евреям или мишлингам. Перевод

В прошлом расовая сегрегация на законодательном уровне существовала в США, ЮАР и ряде других государств. В настоящее время она запрещена во всём мире в соответствии с международным правом. Так, согласно статье 3 Международной конвенции о ликвидации всех форм расовой дискриминации 1965 года, государства-участники особо осуждают расовую сегрегацию и апартеид. Тем не менее, расовая сегрегация может существовать не только де-юре, но и де-факто посредством социальных норм.
В научной литературе термин «сегрегация» чаще всего употребляется в отношении расовых или этнических групп, однако выделяют и иные виды сегрегации, например, гендерную сегрегацию. Кроме того, не следует путать сегрегацию с дискриминацией. Дискриминация — более общее явление, не обязательно включающее сегрегацию.

## США

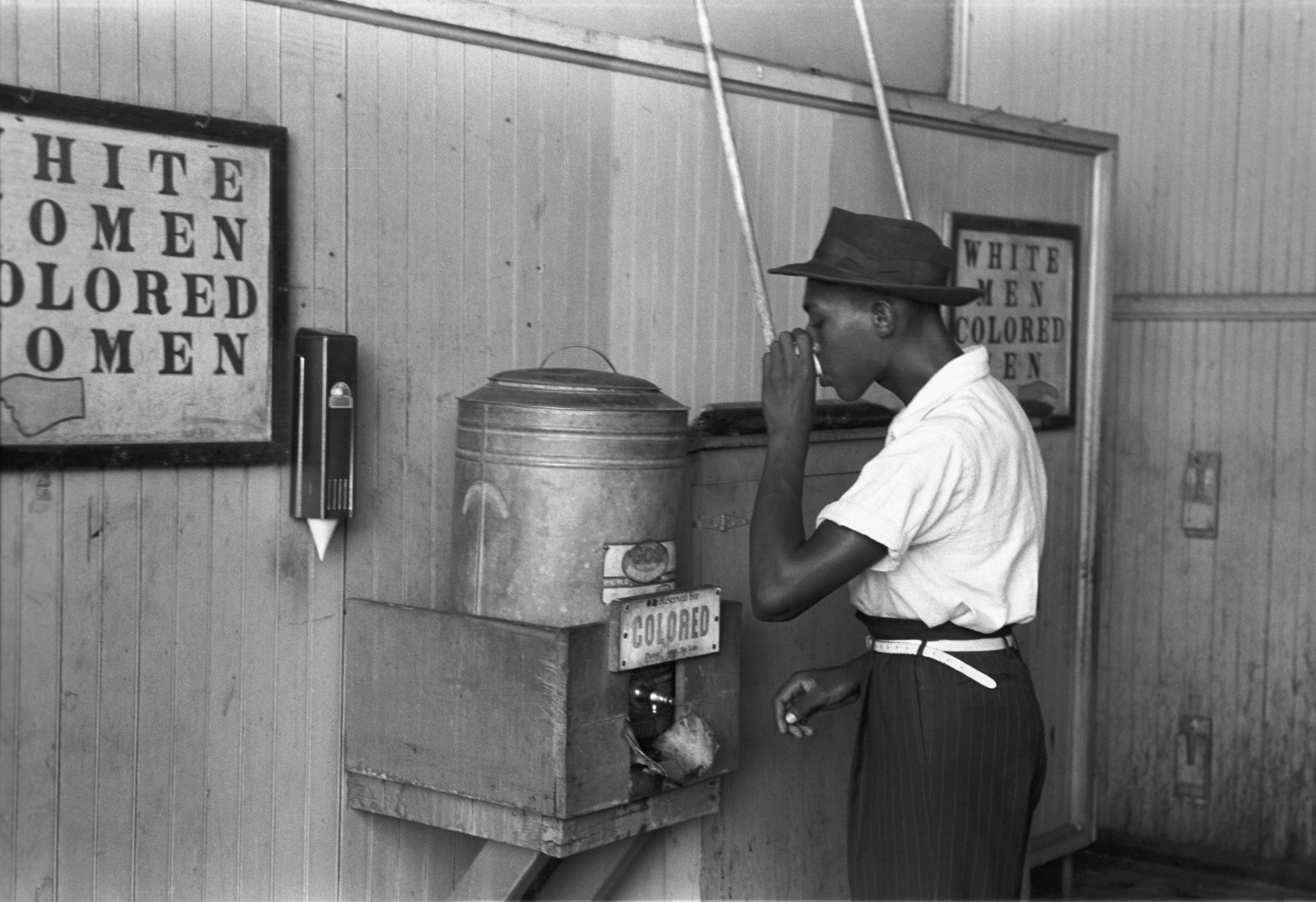
Мужчина-афроамериканец пьёт воду из резервуара, предназначенного для «цветных» в Оклахома-Сити, США (1939)

Два столетия в США существовала расовая сегрегация и политико-социальная дискриминация, пока 2 июля 1964 года президентом Линдоном Б. Джонсоном не был принят закон о гражданских правах, поставивший сегрегацию вне закона. Вопреки широко распространённому мнению, сегрегация как государственная политика была распространена и за пределами Юга США, а в сфере частной жизни — на всей территории страны.

## ЮАР
Сегрегация в Южно-Африканском Союзе (ЮАС; с 1961 года Южно-Африканская Республика, ЮАР) началась с приходом в 1948 году к власти Национальной партии и провозглашением апартеида официальной государственной политикой. «Не белое» население принудительно переселялось в бантустаны.

## Другие государства
Законы, аналогичные южноафриканским и американским, существовали до 1965 года в Австралии. В Канаде последняя сегрегированная школа была закрыта в 1983 году. В мягких формах расового апартеида обвиняются, в числе других государств, Франция, Бразилия. Также в Латвии и Эстонии существует политика «неграждан», что выражается в выдаче разных паспортов: паспортов граждан этих стран, и паспортов лиц, получивших разрешение на постоянное проживание в этих странах (например, неграждане этих стран не имеют права голосовать на выборах в Государственное собрание, быть избранными в него, голосовать и быть избранными на выборах Европарламента, быть избранными в советы местных самоуправлений, состоять в политических партиях и создавать их). Относительно Кубы речь идёт о туристическом апартеиде: местные жители лишены права пользоваться сервисами, которые доступны посещающим страну иностранцам. В Китайской Народной Республике развита крестьянская сегрегация: усложнённая система регистрации не позволяет сельским жителям селиться в городах.